# Club bretone

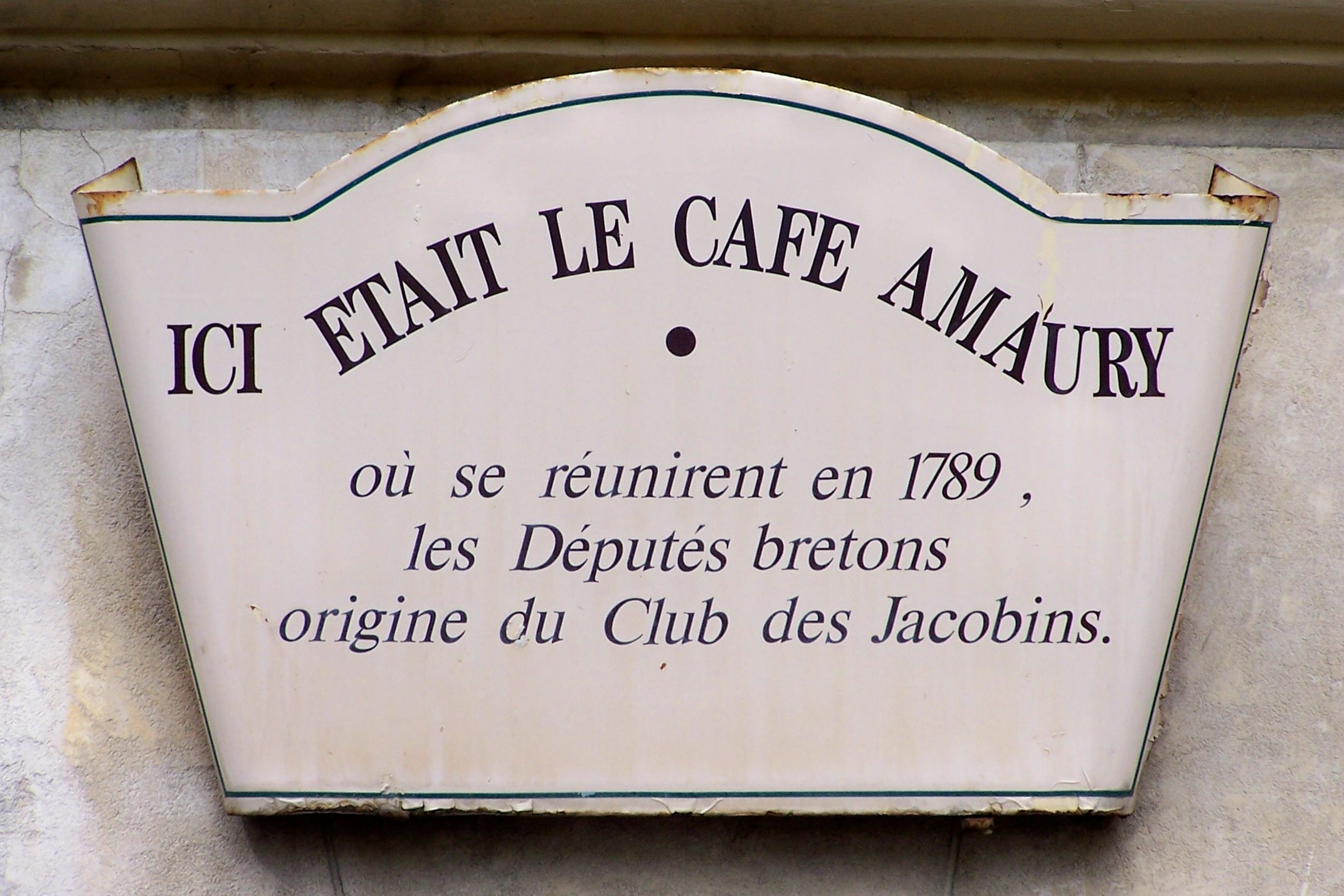
Targa ricordo dello scomparso café Amaury a Versailles

Il club bretone designa il gruppo di deputati, soprattutto eletti in Bretagna agli Stati generali, che dal 30 aprile 1789 si riunivano abitualmente in una sala del café Amaury, a Versailles, per discutere preliminarmente delle questioni oggetto di dibattito all'Assemblea degli Stati.
Con il trasferimento a Parigi dell'Assemblea, avvenuto il 6 ottobre 1789, il club bretone si trasformò in novembre nella Società degli amici della Costituzione, più nota come club dei Giacobini, con sede nel convento domenicano di San Giacomo, in rue Saint-Honoré.

## Storia del club bretone

### A Versailles

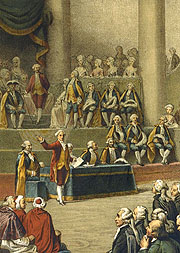
L'apertura degli Stati generali

Verso la metà dell'aprile del 1789 cominciarono ad arrivare a Versailles i deputati del clero, della nobiltà e del terzo stato eletti nelle diverse province di Francia per prendere parte agli Stati generali, la cui apertura era stata fissata al 27 aprile. Dalla Bretagna giunsero soltanto i quarantaquattro rappresentanti del terzo stato – dei quali diciassette avvocati, dieci magistrati, nove commercianti, tre sindaci e un medico – e solo venti del basso clero, avendo prelati e nobiltà bretone rifiutato di partecipare per protesta contro le presunte offese portate alle loro prerogative.
L'apertura degli Stati generali slittò al 5 maggio e il 28 aprile i deputati bretoni ne approfittarono per rendere visita ai ministri Necker e Montmorin, gli unici presenti quel giorno a Versailles. Secondo quanto scrive il 30 aprile il deputato di Lorient Delaville-Leroulx, quando ormai tutti i rappresentanti della Bretagna, tranne i due deputati di Fougères, erano presenti a Versailles, essi presero la decisione di riunirsi in una sala appositamente affittata. Il luogo di riunione era il café Amaury, allora ancora esistente all'angolo dell'avenue Saint-Cloud con l'attuale rue Carnot, prossimo all'Hôtel des Menus-Plaisir, sede degli Stati generali. Il proprietario del locale, Nicolas Amaury, attivo in politica, di idee liberali, era stato delegato di Versailles alle elezioni di baliato.
A questa prima riunione non erano presenti soltanto deputati bretoni, come informa l'avvocato Jean-Pierre Boullé, deputato di Ploërmel, scrivendo agli ufficiali municipali di Pontivy il 1º maggio 1789: «ieri sera ci si riunì per la prima volta, ed erano presenti parecchi deputati delle altre province e, tra gli altri, M. Mounier, segretario degli Stati del Delfinato e noto dai suoi scritti». Di questa prima riunione scrive anche Delaville-Leroulx: «oltre a questa assemblea particolare, ce ne sarà un'altra, quotidiana, per tutti i deputati che vorranno parteciparvi». Si prevedevano perciò due assemblee, una riservata alle questioni che interessavano particolarmente la provincia bretone, e un'altra più generale, aperta a tutti i deputati che condividevano lo stesso programma politico, in vista d'intese sull'azione da svolgere all'assemblea degli Stati generali.
La questione più importante allora dibattuta era certamente se approvare le deliberazioni degli Stati generali con il voto «per testa», come voleva il terzo stato, o «per ordine», come sostenevano clero e nobiltà: «questo punto fondamentale può dar luogo a grandi discussioni» - scriveva Boullé - «Come cominciarle e quale condotta è prescritta a questo riguardo? È l'oggetto delle conferenze che ci si propone di avere prima dell'apertura». Le lettere di Pellerin e di Delaville-Leroulx confermano che si tennero nel café Amaury assemblee riservate ai deputati bretoni e assemblee aperte ai rappresentanti delle altre province, nelle quali si manifestò in proposito una comune unità d'intenti tra i deputati del terzo stato.
Non che vi fosse unanimità su ogni questione. Il monarchico Bertrand de Molleville, già intendente generale della Bretagna, racconta di essere stato invitato a «conferire su oggetti molto importanti» con i rappresentanti di Quimper e di Saint-Brieuc. Questi sei deputati erano Le Déant, Le Goazre de Kérvélégan, Le Guillou de Kérincuff, Poulain de Corbion, De Neuville e Palasne de Champeaux, che gli confessarono di sentirsi spaesati, di non sapere bene «cosa si volesse che facessero», di non conoscere «né la corte né i ministri», e si rimisero ai suoi consigli, assicurandolo che era loro intenzione «far tutto per il re e per ristabilire la sua autorità, in modo che la nobiltà e i parlamenti non potessero mai recarle offesa».

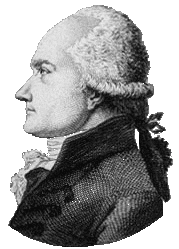
Jean-Denis Lanjuinais

Richiesto di farsi intermediario presso Necker, dal quale quei deputati si dichiararono disposti ad accettare ogni disposizione, De Molleville ottenne però dal ministro un rifiuto sotto la giustificazione della «morale» e dei «princìpi». Egli scrive che il club bretone aveva inizialmente un programma molto moderato e si dispiace che il governo del tempo non abbia fatto al suo interno quell'opera di corruzione - «le risorse dei governi deboli» - che avrebbe potuto impedire la radicalizzazione delle posizioni politiche del club e salvare la monarchia.
In realtà l'opera di corruzione dei deputati degli Stati generali era già stata avviata dalla corte. Secondo Dubois-Crancé, grazie a «denaro, promesse, cene», tra di loro si contavano ormai «più di cento disertori della causa popolare». Non però, a suo giudizio, tra i deputati bretoni, e perciò egli propose al club bretone di permettere con una formale lettera l'ingresso al circolo di tutti i deputati delle altre province, una proposta accettata dal presidente del club Jean-Denis Lanjuinais: «Il club bretone divenne così quello dei deputati riconosciuti per difensori della causa del popolo». Opinione condivisa da Boullé: il club «è diventato da qualche giorno il punto di ritrovo dei buoni cittadini» - scrive il 9 giugno - «noi passiamo per tali fra le persone oneste, mentre la gente corrotta, le anime venali, diffondono contro di noi calunnie che, forse, ci onorano».
Forse tra i calunniatori Boullé comprendeva anche il deputato di Bar-le-Duc Adrien Duquesnoy, per il quale i bretoni con «furore insensato» volevano solo «schiacciare la nobiltà» e si erano alleati con Mirabeau, «una bestia feroce, un arrabbiato dall'aspetto di tigre». Anche un anonimo libellista riferisce di un'alleanza politica conclusa dall'ambizioso Mirabeau con l'autorevole deputato bretone Le Chapelier, avente per scopo la distruzione degli Stati generali e la loro sostituzione con «un'assemblea di confusione sotto il titolo di Assemblea nazionale». Le affermazioni dell'anonimo furono riprese dalla Gazette de Leyde, provocando la reazione sdegnata del deputato di Brest Louis Legendre, che negò che il club intendesse formare «una cabala democratica» in accordo con Mirabeau, «quel forsennato» che «non conosce regola, né misura, né verità».
Questa smentita dimostrava piuttosto la divisione, resasi più manifesta con il progredire del conflitto sociale e politico, nel gruppo dei deputati bretoni. Da una parte i deputati di Rennes, Le Chapelier, Lanjuinais e Glezen, insieme con Boullé, con il deputato di Hennebont Coroller du Moustoir e con i rappresentanti di Nantes Pellerin, Blin, Cottin e Chaillon, questi ultimi due «i più ardenti fra i bretoni», formavano l'ala più avanzata del club, all'opposto delle rappresentanze di Brest, Quimper e Saint-Brieuc, ostili o timorose delle novità, mentre il resto dei deputati svolse per lo più un ruolo passivo.

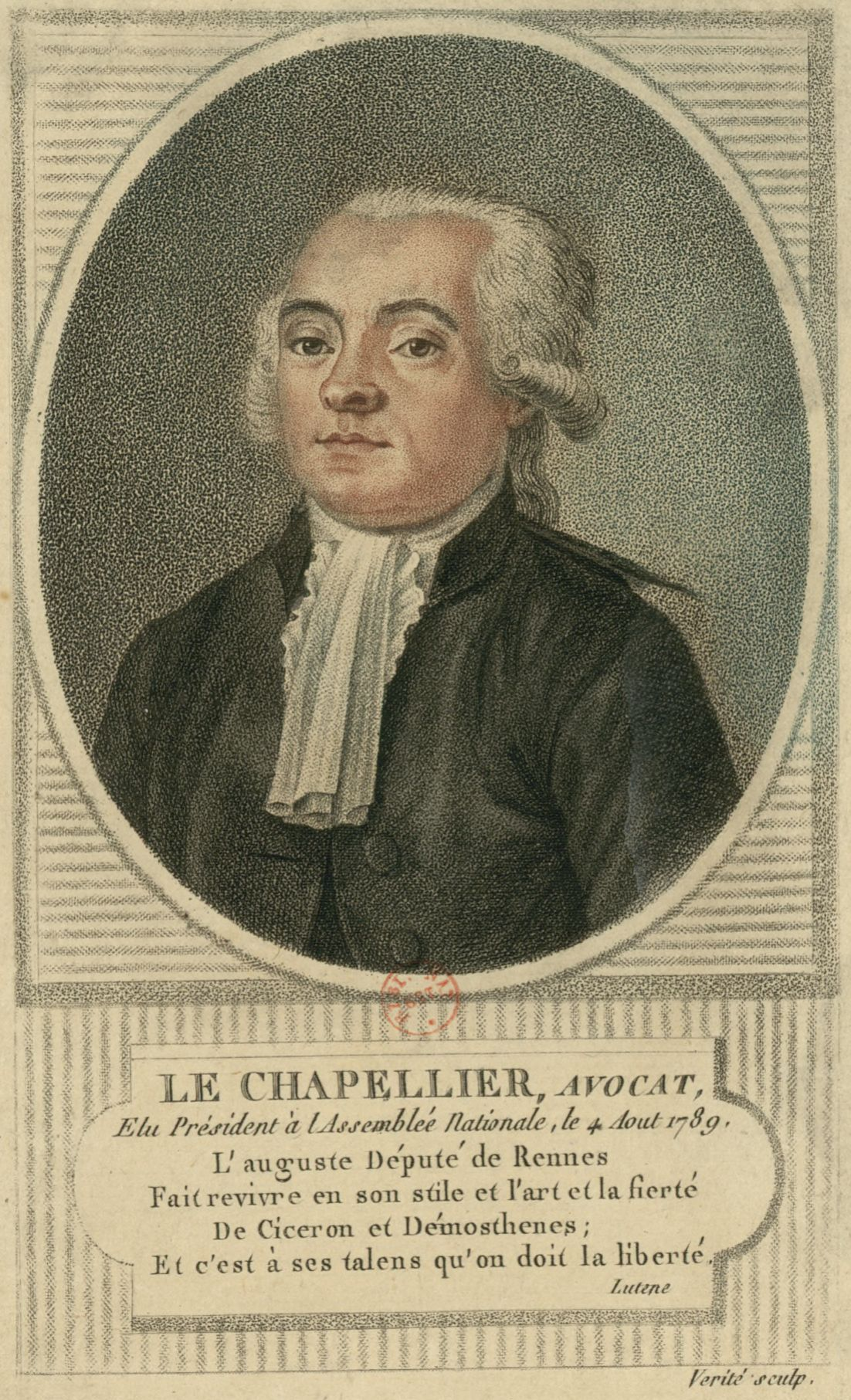
Isaac Le Chapelier

Tra i più noti esponenti del terzo stato, l'abate Sieyès presentò il 14 giugno al club bretone una mozione che prevedeva la trasformazione degli Stati generali in Assemblea dei soli rappresentanti conosciuti e verificati della nazione francese. La mozione fu approvata dal club bretone. Passata agli Stati generali, dove erano presenti i deputati del terzo stato e una piccola parte del clero, la mozione fu modificata su iniziativa di Jerôme Legrand, deliberando il 17 giugno di assumere la denominazione di Assemblea Nazionale.
Il terzo stato si attendeva per il 23 giugno la reazione negativa del re. L'abbé Grégoire ricorda la riunione del club bretone del 22 giugno. Erano presenti soltanto una dozzina di deputati: «Sapendo ciò che la corte meditava per l'indomani, ciascun articolo fu discusso da tutti e tutti dissero la loro sul partito da prendere. La prima risoluzione fu quella di restare nella sala malgrado la proibizione del re. Fu convenuto che prima dell'apertura della seduta noi circolassimo tra i nostri colleghi per informarli su ciò che stava per succedere sotto i loro occhi e che cosa bisognava opporre». Il giorno dopo, l'ordine minaccioso impartito da Luigi XVI di riprendere le sedute divisi nei tre ordini feudali fu ignorato dai deputati del terzo stato che respinsero le guardie del re e dichiararono l'inviolabilità delle loro persone.
Il 2 agosto il duca d'Aiguillon, il più grande proprietario fondiario di Francia dopo il re, si presentò alla riunione del circolo, sia per rendersi popolare, sia per difendere al meglio la sua immensa fortuna, minacciata dalle rivolte dei contadini contro la nobiltà terriera che a luglio si erano estese in tutta la Francia. Egli vi illustrò un suo progetto di legge sul riscatto dei diritti feudali che fu approvato dal club. Il 3 agosto il crescente prestigio del club fece ottenere al deputato Le Chapelier la presidenza dell'Assemblea nazionale. Nella notte del 4 agosto 1789 l'Assemblea dichiarò la distruzione del regime feudale decretando in parte l'abolizione e in parte il riscatto degli antichi diritti feudali.

## A Parigi: il club dei Giacobini
Il 6 ottobre 1789 l'Assemblea nazionale lasciò Versailles per trasferirsi, come il re, a Parigi. In attesa che la sala del Maneggio delle Tuileries fosse convenientemente sistemata per accoglierla, l'Assemblea s'installò nel Palazzo arcivescovile. In queste more, il club bretone si dissolse, come testimonia Dubois-Crancé, e come tale non si ricostituì più.
Il deputato dell'Anjou La Révellière-Lépeaux ricorda che «il club bretone non sopravvisse al nostro trasferimento a Parigi» ma, per far fronte all'iniziativa del partito aristocratico, «i deputati della Franca Contea, alcuni deputati dell'Anjou, come Leclerc, Pilastre ed io, e qualche altro costituente», pensarono di organizzarsi «per assicurare il comitato di presidenza dell'Assemblea ai patrioti».
Anche Alexandre de Lameth escluse l'esistenza di ogni legame tra il dissolto club bretone e il nuovo circolo, contraddetto peraltro dal deputato bretone Boullé che l'8 dicembre 1789 riferisce di un club «rinnovato e perfezionato» funzionante a Parigi, e dal Bulletin de la Correspondance de Brest del 9 gennaio 1790, secondo il quale da un mese esisteva a Parigi un'associazione «che si occupa senza posa della felicità del popolo» ed è «formata dai deputati della Bretagna».
In ogni caso, il club che si costituì nel novembre del 1789 nella biblioteca del convento dei frati giacobini di rue Saint-Honoré raccolse deputati provenienti dalle più diverse province e i rappresentanti della Bretagna non vi svolsero un ruolo determinante. Chiamato dapprima Société de la Révolution, al club fu presto cambiato il nome in Société des Amis de la Constitution ma tutti lo conobbero meglio come club dei Giacobini. La sua storia è la storia della Rivoluzione francese.